# Кисляково (Владимирская область)
Кисляково — деревня в Ковровском районе Владимирской области России, входит в состав Малыгинского сельского поселения.

## География
Деревня расположена в 7 км на северо-запад от центра поселения деревни Ручей и в 12 км на северо-запад от райцентра города Ковров.

## История
В конце XIX — начале XX века деревня входила в состав Малышевской волости Ковровского уезда, с 1926 года — в составе Эдемской волости. В 1859 году в деревне числилось 26 дворов, в 1905 году — 56 дворов, в 1926 году — 55 дворов. 
С 1929 года деревня являлась центром Кисляковского сельсовета Ковровского района, с 1940 года — в составе Малышевского сельсовета, с 1972 года — в составе Ручьевского сельсовета, с 2005 года — в составе Малыгинского сельского поселения.

## Население
| 1859 | 1905 | 1926 | 2002 | 2010 | 2021 |
| ---- | ---- | ---- | ---- | ---- | ---- |
| 363  | ↘310 | ↘297 | ↘51  | ↗64  | ↗76  |